# سامانه نام دامنه همگانی گوگل
سامانه نام دامنه همگانی گوگل (به انگلیسی: Google Public DNS) یک سرویس سامانه نام دامنه رایگان انتشار داده شده در ۳ دسامبر ۲۰۰۹ به عنوان بخشی از تلاش گوگل برای سرعت بخشیدن به وب می‌باشد، سامانه نام دامنه همگانی گوگل آدرس سرورهای نام برگشتی را برای استفاده همگانی به عنوان نزدیک‌ترین منطقه قابل استفاده سرور نگاشته شده بوسیله مسیریابی انیکست به شرح زیر فراهم می‌کند:
پروتکل اینترنت نسخه ۴
- 8.8.8.8
- 8.8.4.4

پروتکل اینترنت نسخه ۶
- 8888::2001:4860:4860
- 8844::2001:4860:4860

## تاریخچه
در دسامبر ۲۰۰۹، سامانه نام دامنه همگانی گوگل با انتشار خبری بوسیله پریم راماسوامی (به انگلیسی: Prem Ramaswami) مدیر تولید گوگل در وبلاگ رسمی گوگل و با یک نوشته اضافه در وبلاگ گوگل کد شروع به کار کرد.

## خدمات
این سرویس هنوز آزمایشی است و از نرم‌افزارهای مدیریت سامانه نام دامنه شخص ثالث مانند بایند استفاده نمی‌کند و در عوض بر یک پیاده‌سازی محلی متکیست، به همراه پشتیبانی محدودی از IPv6 که با استانداردهای DNS تعیین شده توسط IETF مطابقت دارد.

## حفاظت
این سرویس برای مقاصد اجرایی و امنیتی ایجاد شده و فقط نشانی پروتکل اینترنت کاربران (بعد از ۲۴ ساعت حذف می‌شود), تامین‌کننده خدمات اینترنت و اطلاعات مکان (برای همیشه نگهداری می‌شود) را بر روی سرورها ذخیره می‌کند.

## تاریخچه
- در دسامبر 2009 سامانه نام دامنه همگای گوگل با معرفی آن در وبلاگ رسمی گوگل، توسط Prem Ramaswami -مدیر تولید- به همراه یک پست اضافی در وبلاگ کد گوگل منتشر شد.